# 런던 지하철 A60 및 A62형 전동차
런던 지하철 A60, A62형 전동차(영어: London Underground A60 and A62 Stock), 약칭 A형(A Stock)은 런던의 통근형 전동차중 하나로, 1961년 6월 12일부터 2012년 9월 26일까지 런던 지하철 메트로폴리탄선, 1977년부터 2007년 12월 22일까지 이스트 런던 선(이후 폐쇄를 거쳐 오버그라운드로 전환)에서 운행하였다(단, 1인 운영 전환이 이루어진 1986년 제외).
1960년대 초 셰필드의 크레이븐스가 2개로 편성(A60과 A62)하여 제작하였으며, 이 노선의 다른 모든 열차를 대체하였다.
2012년 9월 철수 당시 이 차량은 지하철에서 가장 오래된 차량이었다. 짐받이, 우산 후크, 분리된 전원 및 제동 제어 장치가 있는 유일한 차량자 자동안내방송이 없는 마지막 차량이었다.

## 개발 및 소개

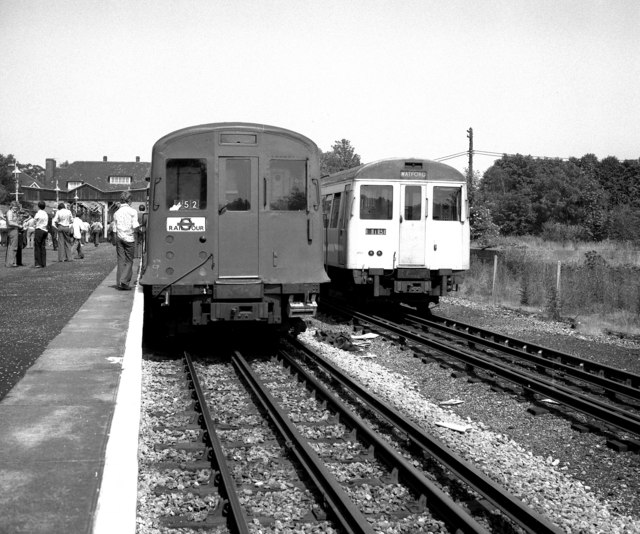
메트로폴리탄 노선의 F형 및 P형(왼쪽)을 A형(오른쪽)으로 대체

이 디자인은 1935~1940년 New Works Programme에 따라 릭맨스워스에서 아머셤 및 체셤까지 메트로폴리탄선의 전철화의 일부로 런던 여객 교통국의 W S Graff-Baker에 의해 공식화되었으며, 더 작은 런던 지하철 1938년식 전동차에 많은 영향을 받았다. 이 프로젝트는 제2차 세계 대전과 전후 긴축 기간 동안의 자금 부족으로 지연되었다. 1946년에 생산 열차와 외관이 유사한 두 개의 실험 트레일러가 T형의 언더프레임을 사용하여 제작되었으나 시험이 종결되면서 폐기되었다. 그라프-베이커는 열차가 최종적으로 만들어지기 전인 1952년에 사망했다.
1959년에 전철화가 시작되었을 때, 런던 트랜스포트는 31대의 "A60형 열차"가 왓포드와 릭먼스워스로 가는 T형과 릭먼스워스 북쪽의 목적지로 가는 기관차를 대체하는 것을 주문했다. 첫 번째 열차인 5004호와 5008호는 1961년 6월에 왓포드로 운행을 시작했다. 아머셤/체셤 서비스는 그 해 말에 시작되었다. 이후 런던 트랜스포트는 27대의 A62형 열차를 주문하였는데, 1961년부터 1963년 사이에 옥스브리지 서비스의 F형 및 P형을 대체하기 위해 도입되었다. 1963년 12월에는 롤아웃이 완료되었다.
이 열차는 메트로폴리탄선 아머셤(Amersham)의 전철화를 기념하기 위해 A형으로 지정되었다. 이스트런던선(당시 메트로폴리탄선의 지선)에서 1977년 6월부터 1985년 4월까지, 1987년 5월부터 1995년 3월 24일까지, 1998년 3월 25일부터 런던 오버그라운드 네트워크의 일부가 되기 위해 그 노선이 일시 폐쇄된 2007년 12월 22일까지 4량 편성이 사용되었다.

## 구조

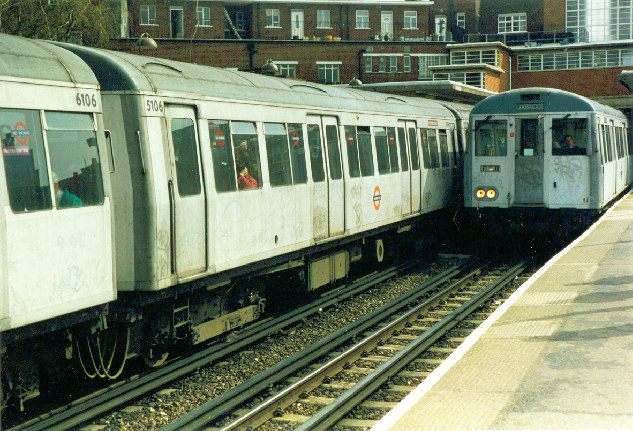
레이너스 레인역에서 원래 도색되지 않은 상태에서 운행중인 A형 차량

이 차량은 노선의 외곽에 있는 장거리 "교외" 승객들의 요구, 많이 사용되는 서클선과 해머스미스 & 시티 선에 대한 단거리 "도시" 승객들의 요구 사이의 절충안을 받아들였다. 이러한 이유로 무동력 차량은 차량당 3쌍의 이중 출입문을 가지고 있었다.
특징적인 것은 지하철에서 흔치 않은 크로스시트를 사용한다는 것이며, 1시간 이상의 열차 이용객을 위해 채택되었다. 좌석 대부분이 고용량 가로 3+2형의 배열이었다. 동력차의 안쪽 끝에는 4개의 접이식 시트도 제공되었다. 각 8량 열차는 448명의 승객을 수용하며, 2010년 7월 31일부터 운행을 시작한 S형 열차보다 더 많은 좌석을 제공했다. 이 차량에는 수하물 선반과 우산걸이가 있었는데, 이는 대부분의 영국 철도 차량에 존재함에도 불구하고 런던 지하철에는 유일하게 이러한 특징을 가졌다. A형 전동차는 양쪽 헤드라이트가 운전차 왼쪽에 배치되어 비대칭적인 모습을 보여준 마지막 지하철 열차였다. 또한 운전차 아래에 세 개의 후미등을 설치했는데, 그 중 하나는 안정등(후에 개조 중에 제거됨)이었다.
A60 및 A62형은 외관이 거의 동일했다. 가장 중요한 차이점은 A62 차량의 목적지 창 주변의 경계와 무동력차 아래의 압축기 제조업체였다. A60 차량은 웨스팅하우스 DHC 5A, A62 차량은 리벨 TBC 38Z를 사용했다.
116 in (2,900 mm)로 지하철에서 가장 넓은 열차였다. 1994년부터 1997년까지 더비의 Adtranz(현 봄바디어)에 의해 개조되었다. 차 끝에 창이 설치되었고, 좌석에 다시 덮개를 씌웠으며, 도색이 업데이트되었다. 개보수 당시 메트로폴리탄선은 신규 열차를 받기 위한 우선순위가 낮았다.

## 운영

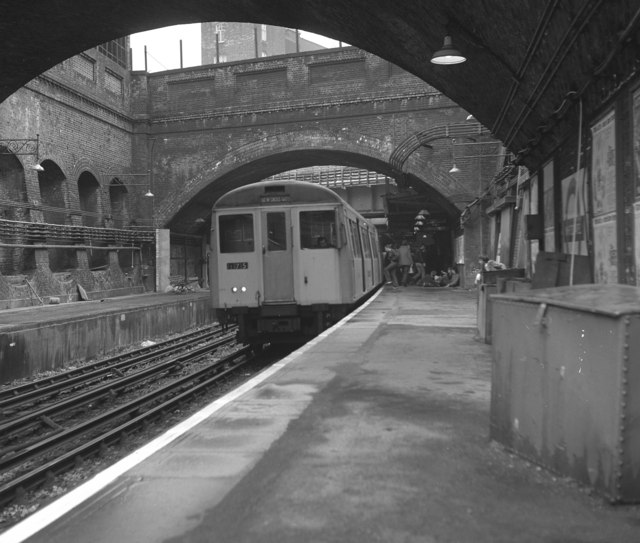
1979년 화이트채플역의 A형

각 유닛은 4대의 차량으로 구성되었다: 각 끝에는 2대의 동력차가 있고 그 사이에 2개의 무동력차가 있다. 각 유닛은 두 개의 반영구적으로 결합한 세트인 동력차와 무동력차로 더 분할되었다. 비혼잡시간에 4량 편성의 열차를 운행하려는 목적이었으나, 이러한 관행은 항상 단일 4량 편성으로 운행하는 찰펀트&라티머–체셤 셔틀을 제외하고는 오래가지 못했다. 주요 운행을 위해 알드게이트와 아머셤, 체셤, 옥스브리지, 왓포드 사이에 8량으로 구성된 2대의 유닛으로 운영되었다.
제작 당시 최고 속도는 70 mph (110 km/h)(세계에서 가장 빠른 제4궤조열차) 70mph였다. 그러나 1990년대 후반부터 2000년대 후반까지 신뢰성을 높이기 위해 50 mph (80 km/h)로 제한되었다. 속도 제한에도 불구하고, 일부 운전자들은 여전히 해당 노선의 구간에서 시속 60 마일을 초과했다.

### 기타 운영 분야
메트로폴리탄선 외에, A형은 다음의 제한 사항에 따라 해당 구간을 통과할 수 있었다.
| 부분                                                                                | 승객 허용 | 결합 편성 허용 | 비고 |
| ----------------------------------------------------------------------------------- | --------- | -------------- | --- |
| 액튼 타운 - 노스필즈, 노스필즈 차량사업소                                           | Yes       | No             | 서행 노선 전용. 노스필즈 차량사업소에서는 Siding 7에 접근할 수 없습니다.                                                            |
| 알드게이트 - 맨션 하우스                                                            | No        | Yes            | |
| 베이커 스트리트 - 에지웨어 로드                                                     | Yes       | Yes            | 에지웨어 로드역의 상대식 승강장에는 접근할 수 없다.                                                                                 |
| 에지웨어 로드 - 헤머스미스                                                          | No        | No             | 이 구간에서 운행하려면 특정 인증이 필요하다.                                                                                        |
| 에지웨어 로드 - 하이 스트리트 켄징턴                                                | No        | No             | |
| 엠뱅크먼트 - 하이 스트리트 켄징턴, 레이너스 레인 (액튼 타운 경유), 크롬웰 커브 포함 | No        | Yes            | 액튼 타운, 배런스 코트, 사우스 해로 측선 출입불가. 액튼 타운과 사우스 해로 사이의 3개 교량에서 15 마일 매 시 (24 km/h)의 속도 제한. |
| 엠뱅크먼트 - 맨션 하우스                                                            | No        | No             | |
| 핀칠리 로드 - 스탠모어 구간 주빌리선 사용                                           | Yes       | Yes            | 웸블리 파크 및 웨스트 햄스테드 측선 출입불가. ATO를 사용하지 않는 경우에만 사용이 허용.                                             |

## 편성

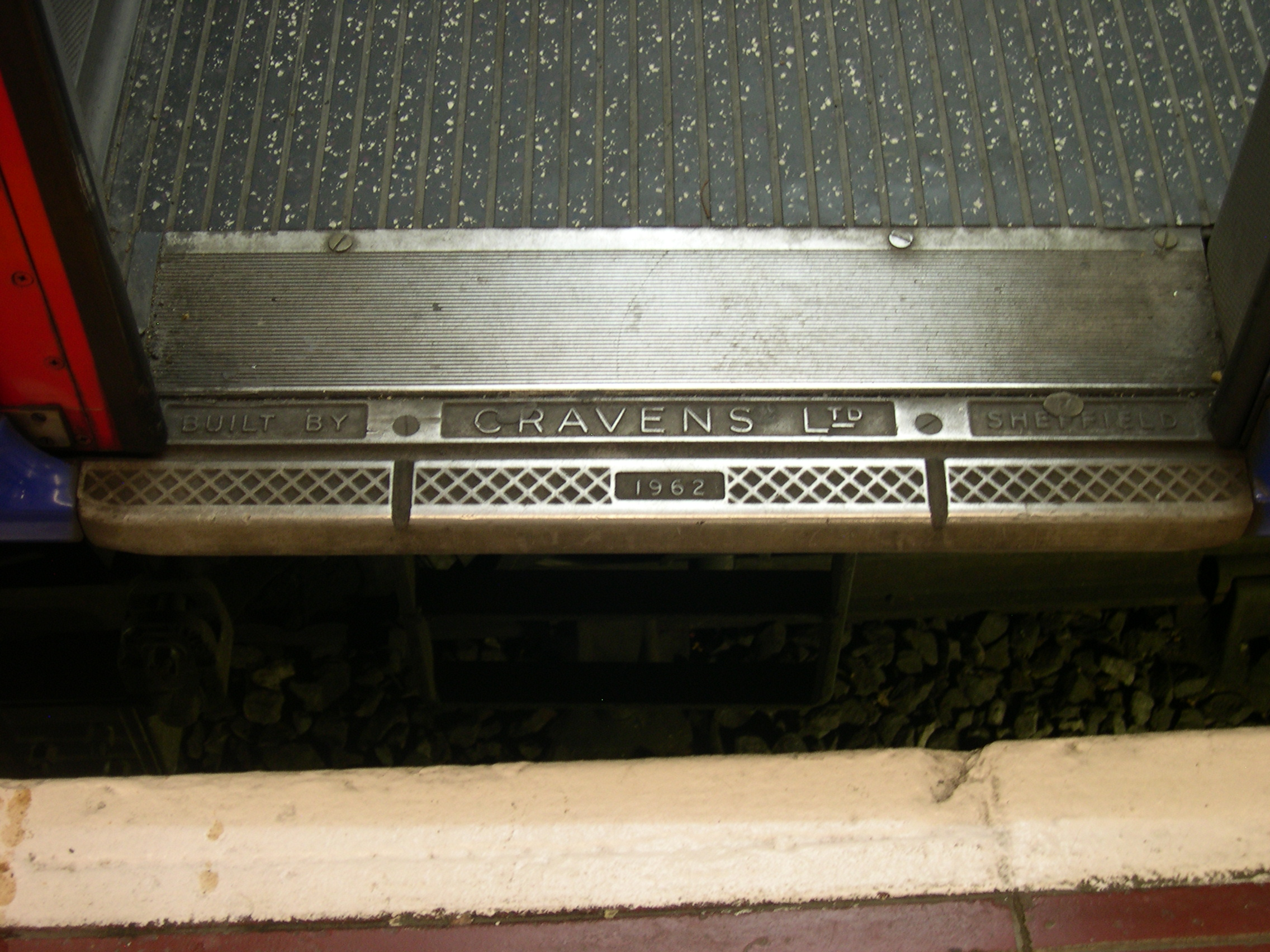
출입문에 있는 A62형 객차명과 제조 연도

차량번호는 네 자리 숫자이다. 첫 번째 자릿수는 차량 유형(동력차, 무동력차)을 식별하며, 마지막 세 자릿수는 편성(000~231)을 식별한다.
| 하위 유형              | 동력차 (DM) | 무동력차 (T) |
| ---------------------- | ----------- | ------------ |
| A60                    | 5000 ~ 5123 | 6000 ~ 6123  |
| A62                    | 5124 ~ 5231 | 6124 ~ 6231  |
| 출처: Hardy 2002, 36쪽 |             |              |

상세 정보:
|  | 번호 변경 – 장치가 존재함, 번호가 철회됨(x23x ) |
|  | 2010년 이전에 폐기됨                            |
|  | 보존됨                                          |
|  | S형 도입후 폐기                                 |
|  | 궤도 부착 열차(현재 폐기됨)                     |

^ 운영 DM

† 번호 변경
+ 번호 변경된 차량으로 교체/형성

| A60       | A60      | A60      | A60      | A60        | A60      | A60      | A60      | A60   | A60  | A60  | A60      | A60   | A60  | A60  | A60      | A60      | A60  | A60  | A60      | A60       | A60      | A60       | A60        | A60 | A60  | A60 | A60 | A60  |
| A DM      | T        | T        | D DM     |            | A DM     | T        | T        | D DM  |      | A DM | T        | T     | D DM |      | A DM     | T        | T    | D DM |          | A DM      | T        | T         | D DM       |     | A DM | T   | T   | D DM |
| --------- | -------- | -------- | -------- | ---------- | -------- | -------- | -------- | ----- | ---- | ---- | -------- | ----- | ---- | ---- | -------- | -------- | ---- | ---- | -------- | --------- | -------- | --------- | ---------- | --- | ---- | --- | --- | ---- |
| ^5000     | 6000     | 6001     | 5001     | ^5022      | 6022     | 6023     | 5023     | ^5044 | 6044 | 6045 | 5045     | ^5066 | 6066 | 6067 | 5067^    | ^5088    | 6088 | 6089 | 5089^    | ^5110     | 6110     | 6111      | 5111^      |     |      |     |     |      |
| ^5002     | 6002     | 6003     | 5003     | ^5024      | 6024     | 6025     | 5025     | ^5046 | 6046 | 6047 | 5047     | ^5068 | 6068 | 6069 | 5069     | ^5090    | 6090 | 6091 | 5091^    | ^5112     | 6112     | 6113      | 5113^      |     |      |     |     |      |
| ^5004     | 6004     | 6005     | 5005[2]  | ^5026      | 6026     | 6027     | 5027     | ^5048 | 6048 | 6049 | 5049     | ^5070 | 6070 | 6071 | 5071     | ^5092    | 6092 | 6093 | 5093^    | ^5114     | 6114     | 6115      | 5115^      |     |      |     |     |      |
| ^5006     | 6006     | 6007     | 5007[2]  | ^5028†[c]  | 6028†[c] | 6029     | 5029     | ^5050 | 6050 | 6051 | 5051     | ^5072 | 6072 | 6073 | 5073     | ^5094    | 6094 | 6095 | 5095^    | ^5116+[d] | 6116     | 6117†+[e] | 5117^†+[e] |     |      |     |     |      |
| 5008†+[a] | 6008†[a] | 6009†[b] | 5009†[b] | ^5030      | 6030     | 6031     | 5031     | ^5052 | 6052 | 6053 | 5053     | ^5074 | 6074 | 6075 | 5075     | ^5096    | 6096 | 6097 | 5097^    | ^5118     | 6118     | 6119      | 5119^      |     |      |     |     |      |
| ^5010     | 6010     | 6011     | 5011     | ^5032      | 6032     | 6033     | 5033     | ^5054 | 6054 | 6055 | 5055     | ^5076 | 6076 | 6077 | 5077     | ^5098    | 6098 | 6099 | 5099^    | ^5120     | 6120     | 6121      | 5121^+[g]  |     |      |     |     |      |
| ^5012     | 6012     | 6013     | 5013     | ^5034†+[a] | 6034     | 6035     | 5035     | ^5056 | 6056 | 6057 | 5057^    | ^5078 | 6078 | 6079 | 5079     | ^5100    | 6100 | 6101 | 5101^    | ^5122     | 6122     | 6123      | 5123^      |     |      |     |     |      |
| ^5014     | 6014     | 6015     | 5015     | 5036†[d]   | 6036[s]  | 6037†[e] | 5037†[e] | ^5058 | 6058 | 6059 | 5059^    | ^5080 | 6080 | 6081 | 5081     | ^5102    | 6102 | 6103 | 5103^    | ^5232+[c] | 6232+[c] | 6233+[e]  | 5233^+[e]  |     |      |     |     |      |
| ^5016     | 6016     | 6017     | 5017     | ^5038      | 6038     | 6039     | 5039     | ^5060 | 6060 | 6061 | 5061^    | ^5082 | 6082 | 6083 | 5083     | ^5104    | 6104 | 6105 | 5105^    | ^5234+[a] | 6234+[a] | 6235+[b]  | 5235^+[b]  |     |      |     |     |      |
| ^5018     | 6018     | 6019     | 5019     | ^5040      | 6040     | 6041     | 5041     | ^5062 | 6062 | 6063 | 5063^    | ^5084 | 6084 | 6085 | 5085     | ^5106    | 6106 | 6107 | 5107^    |           |          |           |            |     |      |     |     |      |
| ^5020     | 6020     | 6021     | 5021     | ^5042      | 6042     | 6043     | 5043     | ^5064 | 6064 | 6065 | 5065^    | ^5086 | 6086 | 6087 | 5087     | ^5108    | 6108 | 6109 | 5109^    |           |          |           |            |     |      |     |     |      |
| A62       |          |          |          |            |          |          |          |       |      |      |          |       |      |      |          |          |      |      |          |           |          |           |            |     |      |     |     |      |
| A DM      | T        | T        | D DM     |            | A DM     | T        | T        | D DM  |      | A DM | T        | T     | D DM |      | A DM     | T        | T    | D DM |          | A DM      | T        | T         | D DM       |     | A DM | T   | T   | D DM |
| ^5124     | 6124     | 6125     | 5125     | ^5142      | 6142     | 6143     | 5143[2]  | 5160  | 6160 | 6161 | 5161^    | 5178  | 6178 | 6179 | 5179^[2] | 5196     | 6196 | 6197 | 5197^[1] | 5214      | 6214     | 6215      | 5215^      |     |      |     |     |      |
| ^5126     | 6126     | 6127     | 5127     | 5144       | 6144     | 6145     | 5145^    | 5162  | 6162 | 6163 | 5163^    | 5180  | 6180 | 6181 | 5181^    | 5198     | 6198 | 6199 | 5199^    | 5216      | 6216     | 6217      | 5217^      |     |      |     |     |      |
| ^5128     | 6128     | 6129     | 5129     | 5146       | 6146     | 6147     | 5147^    | 5164  | 6164 | 6165 | 5165^    | 5182  | 6182 | 6183 | 5183^    | 5200     | 6200 | 6201 | 5201^    | 5218+[f]  | 6218     | 6219      | 5219^      |     |      |     |     |      |
| ^5130     | 6130     | 6131     | 5131     | 5148       | 6148     | 6149     | 5149^    | 5166  | 6166 | 6167 | 5167^    | 5184  | 6184 | 6185 | 5185^    | 5202     | 6202 | 6203 | 5203^    | 5220      | 6220     | 6221      | 5221^      |     |      |     |     |      |
| ^5132     | 6132     | 6133     | 5133     | 5150       | 6150     | 6151     | 5151^    | 5168  | 6168 | 6169 | 5169^    | 5186  | 6186 | 6187 | 5187^    | 5204     | 6204 | 6205 | 5205^    | 5222      | 6222     | 6223      | 5223^      |     |      |     |     |      |
| ^5134     | 6134     | 6135     | 5135     | 5152       | 6152     | 6153     | 5153^    | 5170  | 6170 | 6171 | 5171     | 5188  | 6188 | 6189 | 5189^    | 5206     | 6206 | 6207 | 5207^    | 5224      | 6224     | 6225      | 5225^      |     |      |     |     |      |
| ^5136     | 6136     | 6137     | 5137     | 5154       | 6154     | 6155     | 5155^    | 5172  | 6172 | 6173 | 5173^[1] | 5190  | 6190 | 6191 | 5191^    | 5208†[f] | 6208 | 6209 | 5209†[g] | 5226      | 6226     | 6227      | 5227^      |     |      |     |     |      |
| ^5138     | 6138     | 6139     | 5139     | 5156       | 6156     | 6157     | 5157^    | 5174  | 6174 | 6175 | 5175^    | 5192  | 6192 | 6193 | 5193^    | 5210     | 6210 | 6211 | 5211^    | 5228      | 6228     | 6229      | 5229^      |     |      |     |     |      |
| 5140      | 6140     | 6141     | 5141^    | 5158       | 6158     | 6159     | 5159^    | 5176  | 6176 | 6177 | 5177^    | 5194  | 6194 | 6195 | 5195^    | 5212     | 6212 | 6213 | 5213^    | 5230      | 6230     | 6231      | 5231^      |     |      |     |     |      |

번호변경:

a.   5034호와 5008호는 1985년 7월에 번호를 교체. 새로운 5008호 및 6008호는 1994년 9월 5234-6234호로 설정, 5034호는 액튼의 런던 교통 박물관에 보존.

b.   set 5009-6009호는 1994냔 9월에 5235-6235호로 변경

c.   5028-6028호는 1985년 6월에 5232-6232호로 변경

d.   5036호는 1993년 4월에 5116호로 변경 (기존 5116호는 1987년 폐기 – 1984년 12월 킬번에서 충돌)

e.   5117-6117호는 1985년 8월에 5233-6233호로 변경. 5037-6037호는 1993년 4월에 5117-6117호로 변경.

f.   5208호는 1992년 8월 5218로로 변경(기존 5218호는 1994년 폐기 - 시험 중단)

g.   5209호는 1993년 3월 5121호로 변경(기존 5121호는 1994년 폐기 - 1986년 10월 네스덴 차량사업소에서 충돌)

개조된 작업 차량:

s.  Sandite 디스펜서 차량.

철수:

1.  《Underground News》 (London Underground Railway Society) (588): 737. December 2010. |제목=이(가) 없거나 비었음 (도움말)

2.  《Underground News》 (London Underground Railway Society) (591). March 2011. |제목=이(가) 없거나 비었음 (도움말)

## 철수

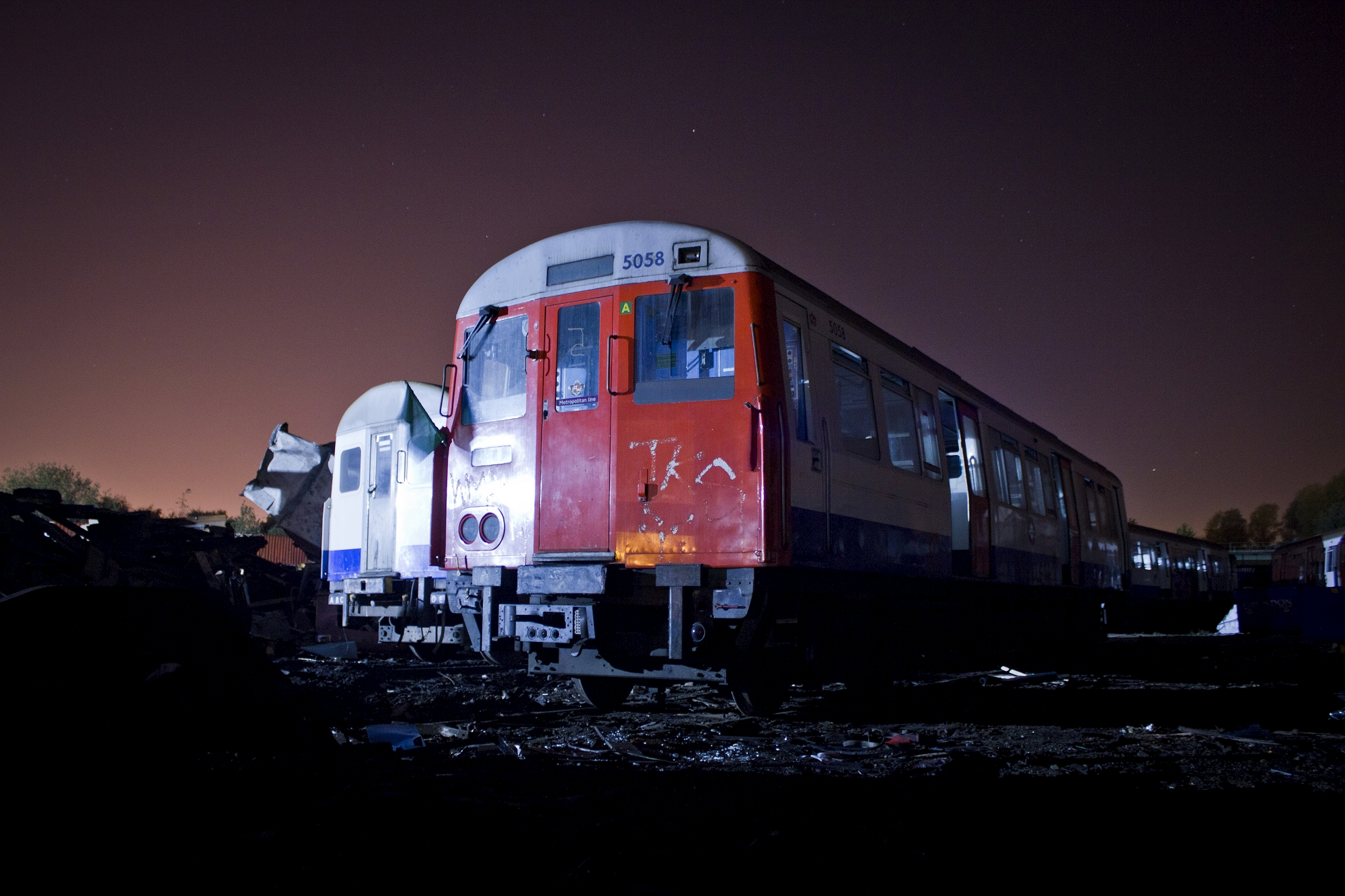
폐기를 기다리고 있는 로더럼의 C. F. Booth에서 폐기를 기다리는 A60형 열차

A60형은 2011년 6월 12일에 50년 동안 사용했다. 차량의 노후화로 예비 부품을 구하기가 더 어려워졌고 나머지 차량을 계속 운영하기 위해 차량 부품을 뽑아야 했다.
S8형은 2010년 7월 31일에 첫차가 도입되면서 기존 열차를 대체했다. 이는 디스트릭트선, 서클 선, 해머스미스 & 시티 선의 S7형과 유사하며, 주요 차이점은 좌석 배치와 좌석 수, 그리고 노선 끝의 다른 조건으로 인한 각 선로에 두 개의 샌드 호퍼(sand hoppers)의 제공이다. 2010년 10월 9일, 최초 8대 A형인 5197호와 5173호가 폐차되었다. 두 대 모두 기술적 결함으로 인해 몇 달 동안 운행을 중단한 상태였다. 2011년 1월 20일에 시작되었으며, 5006+5179호는 폐차를 위해 로더럼의 CF 부스로 보내었다.
2012년 2월, 런던 교통 박물관은 철수된 A형으로부터 수하물 선반을 판매하기 시작했다.

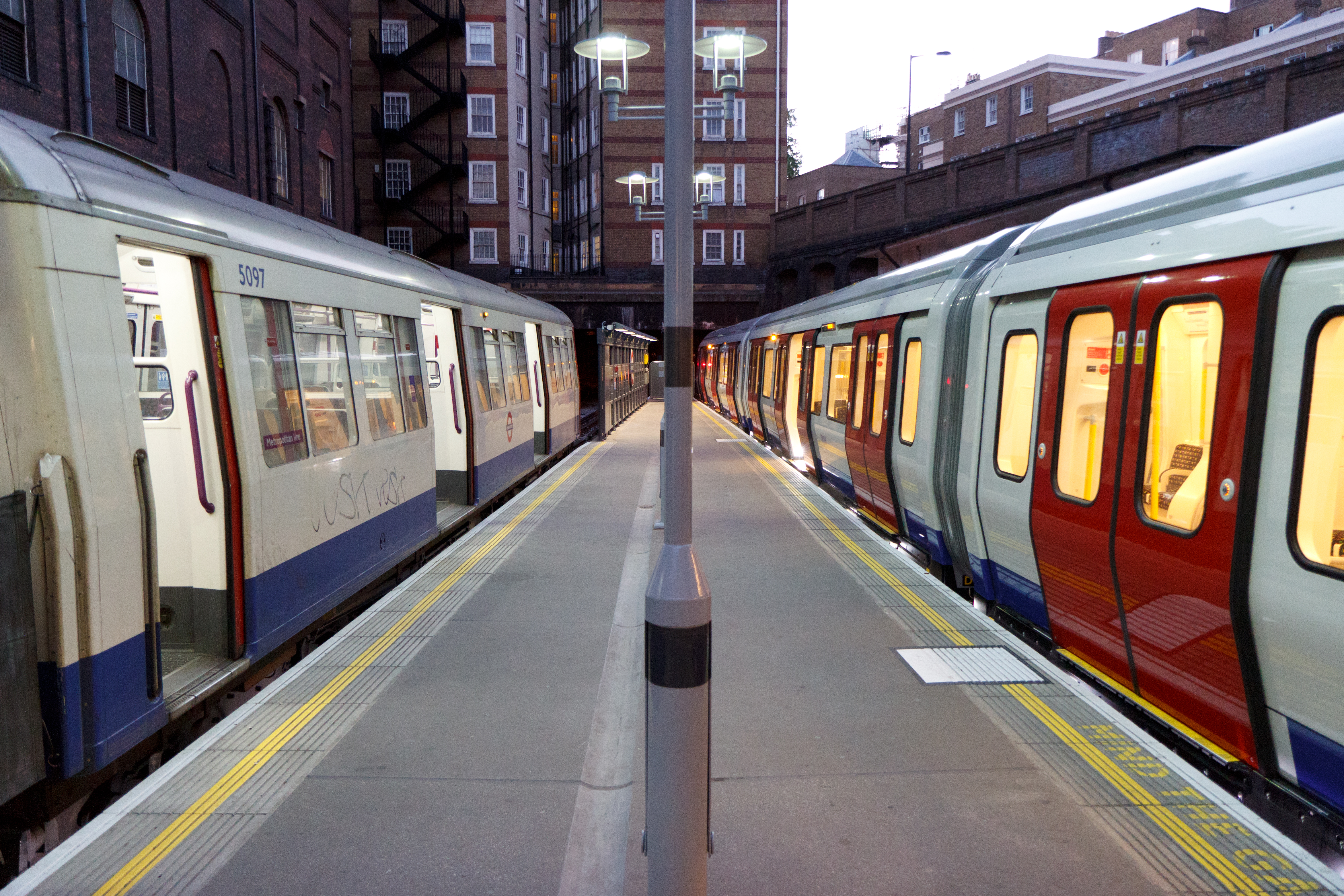
구형 및 신형 차량. 베이커 스트리트역의 A형(왼쪽) 및 S형(오른쪽)

마지막 열차는 2012년 9월 26일에 5034 + 5063호로 구성된 열차를 여객용으로 운행하였다. 동일한 열차가 2012년 9월 29일 런던 교통 박물관이 주관하는 마지막 티켓전용 철도투어를 위해 사용되었다. 무어게이트에서 왓퍼드, 아머셤, 알드게이트, 옥스브리지, 체셤, 왓퍼드 노스 곡선부를 포함한 메트로폴리탄선 전체를 따라 운행되었고, 웸블리 파크에서 종착했다. 핀클리 로드에서 마지막 구간에서 열차는 비공식적으로 시속 74 마일로 기록되었다. 5034호는 첫번째(5008호)와 마지막 A형 열차의 일부로서 51년 이상의 수명을 부여했다. 2012년 10월 8일 노스우드 siding으로 보내져 폐차를 위해 트럭에 실렸다. 5034호의 역사적 연대와 중요성은 보존을 위해 액튼 박물관 차고지로 옮겨졌으나 5063호 차량은 폐기되었다.
이 열차는 2018년 3월까지 철도 부착 열차로 기술분야에서 살아남았고, 이 기간 역시 폐기되어 총 57년의 수명을 갖게 되었다. 2017년 12월에 마지막으로 사용되었는데, 결함이 발생하고 수리가 불필요하다고 여겨졌을때, D78형 열차로 대체되어 연말 이후에 폐차될 예정이었기 때문이었다.
2018년 5월 24일 밤은 A형이 런던 지하철을 통해 자체 전력으로 운영되는 마지막 날이었다. 니스덴 차량사업소에서 일링 커먼 차량사업소까지 5234/6234/6235/5235 작업 열차 710을 작동했다. 이 편성은 그 후 액튼 타운의 인접한 런던 교통 박물관 차고지에서 2018년 7월 17일과 18일에 매각되었다.
이 차량은 이전 영국 철도 EMU보다 더 오래 지속되었다. 스코틀랜드 철도 303형은 43년, 309형 클락톤 급행은 38년을 관리했고, 그리고 영국 철도 312형은 28년만 관리했다. 이전의 남부 지역 4CIGI와 4CEP는 각각 46년과 49년을 관리했다. 이 차량은 건설 후 81년이 지난 지금도 와이트섬 운행중인 전 1938년식 차량의 운행 기간이나, 1896년과 1977년 사이에 81년간 글래스고 지하철에 운행된 487형 열차에는 미치지 못하지만, 영국에서 가장 오래 운행된 열차 중 하나였다. 이 열차는 1972년식 베이컬루선 열차과 1973년식 피카딜리선 열차에 의해 더 오래 지속될 수 있다.

## 참고 문헌
- Mugridge, Peter (2012년 8월 8일), “Tube's A-listers bow out”, 《RAIL》 (Bauer Media Group) (702): 54–59, ISSN 0953-4563
- 《Underground News》 (London Underground Railway Society), ISSN 0306-8617 |제목=이(가) 없거나 비었음 (도움말)